# محمود أباد (نغار بردسير)
محمود أباد (بالفارسية: محمودآباد) هي قرية تقع في إيران في البلدة المركزية. يقدر عدد سكانها بـ 195 نسمة بحسب إحصاء 2016.